# RWD-15
RWD-15 – polski samolot turystyczny, skonstruowany przez zespół konstrukcyjny RWD w latach 1935–1936 jako rozwinięcie RWD-13.

## Historia
Stanisław Rogalski w latach 1935–1936 opracował projekt pięciomiejscowego samolotu będącego rozwinięciem udanego RWD-13. Samolot mógł być budowany w wersji turystyczno-dyspozycyjnej lub sanitarnej. Zakładano, że samolot ma być tani w produkcji i eksploatacji. Przewidywano, że samolot może znaleźć odbiorców na rynku amerykańskim i australijskim, gdzie istniało duże zapotrzebowanie na tego typu maszyny. Produkcję samolotu planowano w wersji turystycznej, dyspozycyjnej, sanitarnej, transportowej oraz fotogrametrycznej. Prototyp został oblatany latem 1937 w Warszawie przez Aleksandra Onoszko. W pierwszej połowie 1938 roku przeszedł badania w Instytucie Technicznym Lotnictwa. Wiosną 1938 roku makieta samolotu w wersji sanitarnej została zaprezentowana służbom sanitarnym i spotkała się z pozytywnym przyjęciem. Departament Zdrowia Ministerstwa Spraw Wojskowych rozpoczął rozmowy z DWL na temat zakupu pięciu maszyn w tej wersji, ale ostatecznie nie doszło do zawarcia kontraktu. Konstruktorom nie udało się obniżyć ceny samolotu, która wynosiła 70 000 złotych (w tym 30 tysięcy zespół napędowy), lecz była ona niewiele większa od porównywalnego Heston Phoenix. Włącznie z prototypem wyprodukowano co najmniej 7 egzemplarzy tego samolotu. 
Na początku 1939 roku powstała seria składająca się z pięciu egzemplarzy. Jeden z egzemplarzy, o znakach rejestracyjnych SP-KAT, został przystosowany do lotów dalekiego zasięgu. Kpt. Stanisław Karpiński planował na nim w marcu rekordowy lot do Australii, jednak zajęcie Czechosłowacji przez III Rzeszę uniemożliwiło te zamiary. Samolot o znakach SP-ALA był używany w Kancelarii Prezydenta Rzeczypospolitej jako samolot dyspozycyjny. Latem 1939 roku jeden egzemplarz zaprezentowano na Wystawie Światowej w Nowym Jorku i został on zakupiony przez prywatnego właściciela. DWL podpisało kontrakt z wojskiem na dostawę dziesięciu RWD-15, które miały być wykorzystane jako samoloty dyspozycyjne dla wyższych oficerów Wojska Polskiego, jednak maszyny te nie zostały ukończone przed wrześniem 1939 roku.
II wojnę światową przetrwały cztery egzemplarze samolotu: jeden w USA, egzemplarz SP-BFX, który w 1939 roku został nabyty przez żydowską spółkę z Palestyny o nazwie Aviron Aviation Company oraz SP-ALA i SP-KAT ewakuowane do Rumunii i tam użytkowane. Rząd Rzeczypospolitej Polskiej na uchodźstwie czynił starania o odzyskanie SP-KAT i wykorzystanie go do lotów łącznikowych do kraju, jednak nie doszło to do skutku. Egzemplarz izraelski podczas II wojny światowej był zmagazynowany w hangarze Avironu w Ashdot-Ya'acov. W 1945 roku został przywrócony do stanu lotnego i latał na regularnych liniach do Tel-Awiwu oraz do Egiptu. 13 kwietnia 1948 roku został zniszczony w pożarze podczas zamieszek arabskich.

## Konstrukcja
Jednosilnikowy, pięcioosobowy górnopłat zastrzałowy konstrukcji mieszanej. Kadłub spawany z rur stalowych, kryty płótnem, w przedniej części blachą aluminiową. Płat o konstrukcji drewnianej kryty płótnem, w przedniej części sklejką, o obrysie prostokątnym, wyposażony w automatyczne sloty. Składanie skrzydeł odbywało się poprzez otwarcie klapy przykadłubowej oraz wyciągnięcie przedniego sworznia skrzydłowego przy kadłubie. Po złożeniu skrzydła można było blokować z wykorzystaniem zaczepów znajdujących się na kadłubie. Usterzenie klasyczne, wolnonośne, konstrukcji drewnianej, kryte sklejką i płótnem. Statecznik poziomy o konstrukcji dwudźwigarowej. W skrzydle znajdowały się dwa zbiorniki paliwa, zbiornik oleju o pojemności 22 litrów był umieszczony pod podłogą kabiny. Podwozie samolotu stałe, klasyczne z kółkiem ogonowym Dowty. Koła główne z hamulcami Bendix i amortyzatorami hydraulicznymi Avia, wyposażone w opony Dunlop. Kabina pięcioosobowa – z przodu dwa fotele, z tyłu kanapa na trzy osoby. W wersji sanitarnej przewidywano miejsca dla pilota, sanitariusza i dwóch chorych na noszach. Za kabiną załogi znajdowały się dwa bagażniki, w tym jeden dostępny podczas lotu. 